# 基督山

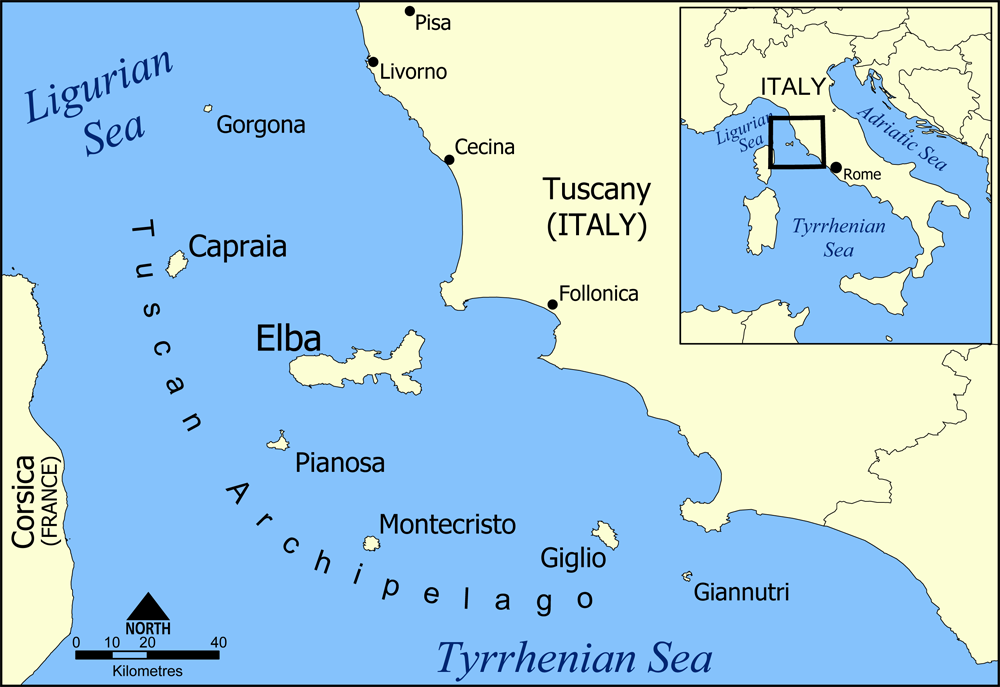
基督山, 托斯卡纳群岛的一部分

基督山（Monte Cristo），舊譯基度山，是一個位於意大利海域的小島，位置約莫在法國的科西嘉島和意大利的托斯卡納之間，在厄爾巴島以南，吉廖島以西，屬於托斯卡納群島的一部份。
由於這島十分偏僻，所以意大利政府把它闢為自然保護區及狩獵場，只容許持有牌照的私人游艇泊岸。岛上没有任何建筑，虽然13世纪修道院的遗迹还可见。（1553年被海盗破坏）

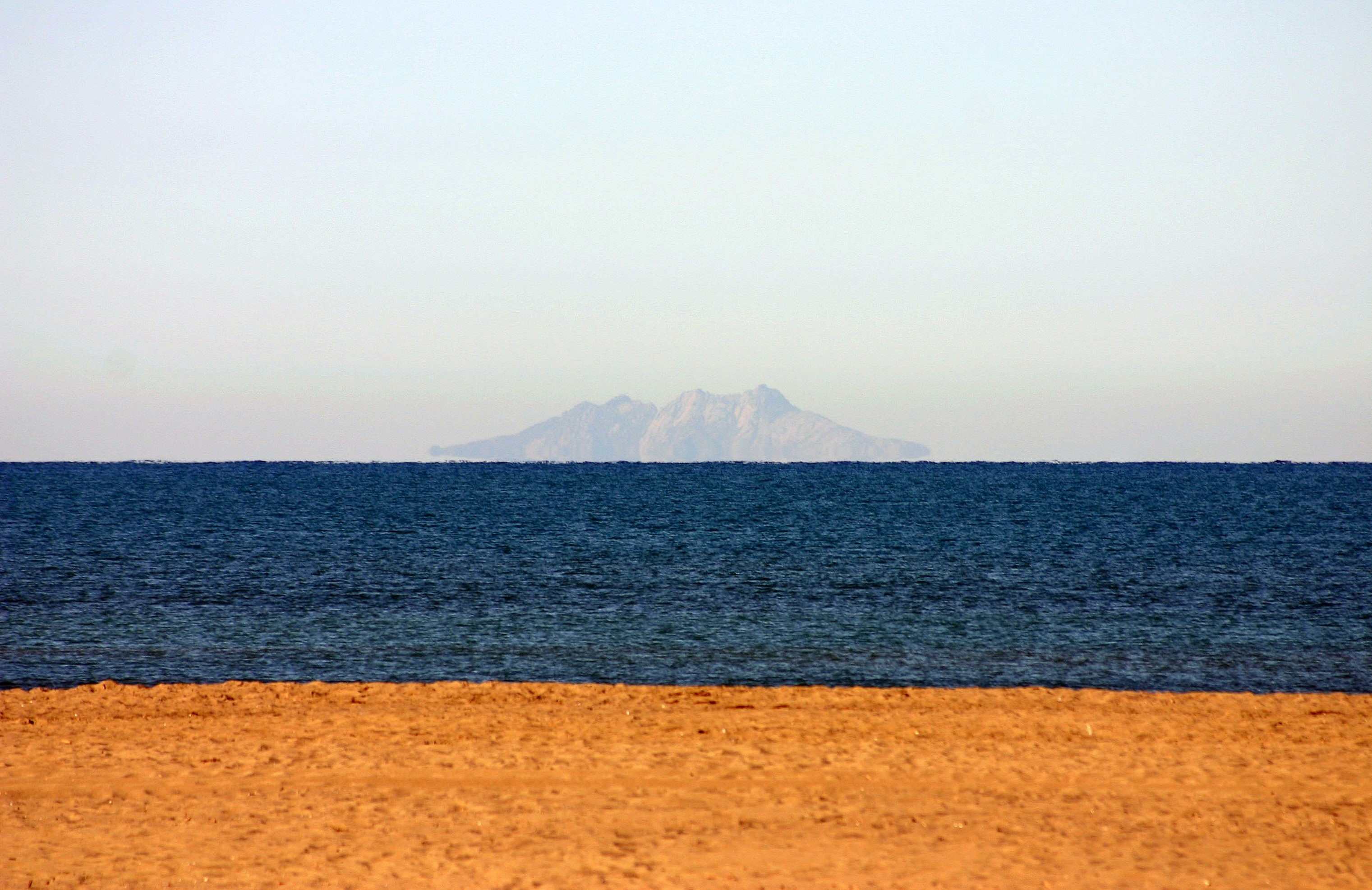
遠眺基督山

这座小岛很出名，因为它是大仲马小说《基督山伯爵》中的藏宝之地，但是真实的小岛并不和小说中描写的符合。